# Grand Prix Formule 1 van Italië 2000
De Grand Prix Formule 1 van Italië 2000 werd gehouden op 10 september 2000 op Autodromo Nazionale Monza in Monza.

## Verslag
Voor deze Grand Prix werd voor het eerst gebruikgemaakt van de nieuwe chicane na start-finish.
Voorheen ging deze tweemaal links - rechts en nu werd het een iets scherpere rechts - links-chicane  die wat veiliger moest zijn dan de oude,  die vaak in het teken stond van botsingen.
Bij de start ging het hier nog vrij goed,  alleen in het achterveld botsten de beide Saubers en Eddie Irvine, die meteen moest opgeven.
Het ging nu echter helemaal mis bij het aanremmen van de volgende chicane,  hier knalde Heinz-Harald Frentzen vol op de achterkant van teamgenoot Jarno Trulli en in de crash sleurde hij ook Rubens Barrichello en David Coulthard mee.
In de rook -en stofwolken botste vervolgens Pedro de la Rosa met Johnny Herbert om spectaculair over de kop te vliegen en ondersteboven tegen de gestrande bolide van Barrichello tot stilstand te komen.
De betrokken coureurs konden zonder kleerscheuren uitstappen, maar een brandweerman had veel minder geluk:  hij werd getroffen door een losgerukt wiel en kwam te overlijden.
Het gevolg was dat de race rondenlang werd geneutraliseerd achter de safety-car.
Vlak voor de herstart lette Jenson Button niet goed op toen leider Michael Schumacher hard remde om zijn remmen op te warmen,  hij schoot van de baan en beschadigde zijn auto dusdanig dat hij ook moest opgeven.
Tijdens de race zaten Schumacher en Häkkinen op dezelfde strategie, waarbij de Duitser de overhand bleek te hebben en Häkkinen de schade beperkt hield.
Jos Verstappen reed een sterke wedstrijd en lag even derde,  maar moest Ralf Schumacher laten gaan  terwijl hij wel de aanvallen van Ricardo Zonta kon weerstaan  en drie punten binnenhaalde op de vierde plaats.

## Uitslag
| Positie | Nummer | Rijder                | Team               | Ronden | Tijd/Opgave | Startplaats | Punten |
| ------- | ------ | --------------------- | ------------------ | ------ | ----------- | ----------- | ------ |
| 1       | 3      | Michael Schumacher    | Scuderia Ferrari   | 53     | 1:27:31.638 | 1           | 10     |
| 2       | 1      | Mika Häkkinen         | McLaren - Mercedes | 53     | +3.810      | 3           | 6      |
| 3       | 9      | Ralf Schumacher       | Williams-BMW       | 53     | +52.432     | 7           | 4      |
| 4       | 19     | Jos Verstappen        | Arrows - Supertec  | 53     | +59.938     | 11          | 3      |
| 5       | 12     | Alexander Wurz        | Benetton Formula   | 53     | +1:07.426   | 13          | 2      |
| 6       | 23     | Ricardo Zonta         | BAR-Honda          | 53     | +1:09.293   | 17          | 1      |
| 7       | 17     | Mika Salo             | Sauber - Petronas  | 52     | +1 Ronde    | 15          |        |
| 8       | 16     | Pedro Diniz           | Sauber - Petronas  | 52     | +1 Ronde    | 16          |        |
| 9       | 20     | Marc Gené             | Minardi            | 52     | +1 Ronde    | 21          |        |
| 10      | 21     | Gaston Mazzacane      | Minardi            | 52     | +1 Ronde    | 22          |        |
| 11      | 11     | Giancarlo Fisichella  | Benetton Formula   | 52     | +1 Ronde    | 9           |        |
| 12      | 14     | Jean Alesi            | Prost Grand Prix   | 51     | +2 Rondes   | 19          |        |
| DNF     | 15     | Nick Heidfeld         | Prost Grand Prix   | 15     | Gespind     | 20          |        |
| DNF     | 22     | Jacques Villeneuve    | BAR-Honda          | 14     | Elektrisch  | 4           |        |
| DNF     | 10     | Jenson Button         | Williams-BMW       | 10     | Gespind     | 12          |        |
| DNF     | 8      | Johnny Herbert        | Jaguar Racing      | 1      | Botsing     | 18          |        |
| DNF     | 4      | Rubens Barrichello    | Scuderia Ferrari   | 0      | Botsing     | 2           |        |
| DNF     | 2      | David Coulthard       | McLaren - Mercedes | 0      | Botsing     | 5           |        |
| DNF     | 6      | Jarno Trulli          | Jordan-Mugen-Honda | 0      | Botsing     | 6           |        |
| DNF     | 5      | Heinz-Harald Frentzen | Jordan-Mugen-Honda | 0      | Botsing     | 8           |        |
| DNF     | 18     | Pedro de la Rosa      | Arrows - Supertec  | 0      | Botsing     | 10          |        |
| DNF     | 7      | Eddie Irvine          | Jaguar Racing      | 0      | Gespind     | 14          |        |

## Wetenswaardigheden
- Bij de massacrash in de eerste ronde werd brandweerman Paolo Ghislimberti dodelijk geraakt door een rondvliegend wiel, de Italiaan liet een zwangere vrouw achter.
- Het dodelijke ongeval leidde ertoe dat de wielen met extra stalen kabels aan de wagen bevestigd moeten worden, om te voorkomen dat ze makkelijk losraken tijdens een crash.
- Met deze overwinning kwam Michael Schumacher in het aantal overwinningen op gelijke hoogte met Ayrton Senna, dit leidde ertoe dat Michael Schumacher tijdens de persconferentie na de race emotioneel werd en begon te huilen toen werd gevraagd wat dit met hem deed.
- Leiders: Michael Schumacher 19 (1-39; 44-53), Mika Häkkinen 4 (40-43)

## Statistieken
| Snelste ronde | Mika Häkkinen | McLaren - Mercedes | 1:25.595 |

1921 · 1922 · 1923 · 1924 · 1925 · 1926 · 1927 · 1928 · 1931 · 1932 · 1933 · 1934 · 1935 · 1936 · 1937 · 1938 · 1947 · 1948 · 1949 · 1950 · 1951 · 1952 · 1953 · 1954 · 1955 · 1956 · 1957 · 1958 · 1959 · 1960 · 1961 · 1962 · 1963 · 1964 · 1965 · 1966 · 1967 · 1968 · 1969 · 1970 · 1971 · 1972 · 1973 · 1974 · 1975 · 1976 · 1977 · 1978 · 1979 · 1980 · 1981 · 1982 · 1983 · 1984 · 1985 · 1986 · 1987 · 1988 · 1989 · 1990 · 1991 · 1992 · 1993 · 1994 · 1995 · 1996 · 1997 · 1998 · 1999 · 2000 · 2001 · 2002 · 2003 · 2004 · 2005 · 2006 · 2007 · 2008 · 2009 · 2010 · 2011 · 2012 · 2013 · 2014 · 2015 · 2016 · 2017 · 2018 · 2019 · 2020 · 2021 · 2022 · 2023 · 2024 · 2025